# Pavel Bittner
Pavel Bittner (ur. 29 października 2002 w Ołomuńcu) – czeski kolarz szosowy.

## Osiągnięcia
Opracowano na podstawie:

2019
- 1. miejsce na etapach 3a i 4. Saarland Trofeo
- 2. miejsce w mistrzostwach Czech juniorów (jazda indywidualna na czas)
- 1. miejsce w mistrzostwach Czech juniorów (start wspólny)

2020
- 2. miejsce w mistrzostwach Czech juniorów (jazda indywidualna na czas)
- 1. miejsce w mistrzostwach Czech juniorów (start wspólny)
- 2. miejsce w mistrzostwach Europy juniorów (start wspólny)

2021
- 3. miejsce w Orlen Wyścigu Narodów
- 1. miejsce na 1. etapie Grand Prix Priessnitz spa

2024
- 1. miejsce na 5. etapie Vuelta a España

## Rankingi
| Rok             | 2021 | 2022 | 2023 | 2024 |
| --------------- | ---- | ---- | ---- | ---- |
| World Ranking   | 596. | 372. | 514. | 130. |
| UCI Europe Tour | 480. | 299. | -    | 104. |
|                 |      |      |      |      |
| Źródło: UCI     |      |      |      |      |